# Коулмонт (Пенсільванія)
Коулмонт (англ. Coalmont) — місто (англ. borough) в США, в окрузі Гантінгдон штату Пенсільванія. Населення — 90 осіб (2020).

## Географія
Коулмонт розташований за координатами 40°12′40″ пн. ш. 78°12′0″ зх. д. / 40.21111° пн. ш. 78.20000° зх. д. (40.211210, -78.199977).  За даними Бюро перепису населення США в 2010 році місто мало площу 0,31 км², уся площа — суходіл.

## Демографія
Згідно з переписом 2010 року, у селищі мешкало 106 осіб у 41 домогосподарстві у складі 29 родин. Густота населення становила 341 особа/км².  Було 50 помешкань (161/км²).
Расовий склад населення:
| - 99,1 % — білих |

До двох чи більше рас належало 0,9 %. Частка іспаномовних становила 0,0 % від усіх жителів.
За віковим діапазоном населення розподілялося таким чином: 21,7 % — особи молодші 18 років, 56,6 % — особи у віці 18—64 років, 21,7 % — особи у віці 65 років та старші. Медіана віку мешканця становила 44,7 року. На 100 осіб жіночої статі у селищі припадало 89,3 чоловіків;  на 100 жінок у віці від 18 років та старших — 93,0 чоловіків також старших 18 років.
Середній дохід на одне домашнє господарство  становив 39 584 долари США (медіана — 40 000), а середній дохід на одну сім'ю — 45 775 доларів (медіана — 50 000). За межею бідності перебувало 14,2 % осіб, у тому числі 20,7 % дітей у віці до 18 років та 0,0 % осіб у віці 65 років та старших.
Цивільне працевлаштоване населення становило 54 особи. Основні галузі зайнятості: виробництво — 42,6 %, роздрібна торгівля — 29,6 %, освіта, охорона здоров'я та соціальна допомога — 7,4 %, мистецтво, розваги та відпочинок — 5,6 %.